# 마그녹스

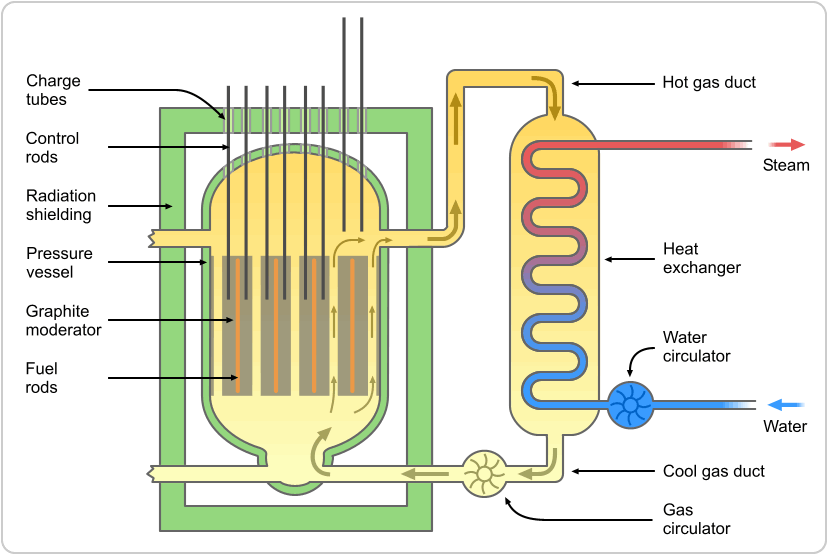
마그녹스 원자로의 간략도. 이산화탄소의 흐름이 나타나 있다. 타 원자로와는 달리 열교환기가 콘크리트 격납용기 밖에 있는 것을 주목해서 볼 필요가 있다. 이 간략도는 원통형에다가 강철 압력 용기를 장착한 초기 마그녹스 디자인을 묘사하였다.

마그녹스(Magnox)는 원자로 형식중의 하나로, 영국에서 핵무기급 플루토늄생산과 발전용으로 쓰려고 개발한 원자로이다. 마그녹스라는 이름은 원자로 안에 집어넣은 연료봉의 피복재로 쓰인 마그네슘 합금에서 따왔다. 이 원자로 설계는 오래되었기 때문에 현재 영국의 원자력 발전소들은 마그녹스를 마그녹스에서 유래한 개량 가스냉각로(Advanced Gas-cooled Reactor, AGR)로 바꾸려는 계획을 세우고 있다. 2005년 영국에서는 마그녹스 발전소 4기가 여전히 운행중이고, 모두 2010년경에 폐로할 계획이다.

## 특징
마그녹스 원자로는 압력이 가해진 이산화탄소를 냉각제로, 흑연 감속재에 천연 우라늄을 마그녹스 합금으로 싸 놓은 연료봉을 원자로에 장전하였다. 운전중 연료장전은 마그녹스 디자인에서 매우 중요한 경제적인 요소였는데, 운전중 연료장전으로 인해 발전소의 연료교환을 위해 원자로를 정지하는 시간을 없앨 수 있었다. 마그녹스가 천연 우라늄을 적게 태워, 농축 우라늄을 사용한 다른 원자로보다 더 많이 연료를 갈아줘야 하기 때문에 마그녹스의 운전중 연료장전은 중요한 특징 중 하나였다.

## 안정성
마그녹스는 특유의 디자인, 다른 원자로에 비해 낮은 출력밀도, 그리고 이산화탄소를 냉각재로 쓰는 점 때문에 다른 원자로에 비해 각별하게 주의를 받는다. 그리고 여기에 2차 격납이 필요없거나, 아님 2차 격납이 없는 문제도 있다. 냉각재 상실사고에서, 피복재로 씌운 마그녹스는 방사성 물질들을 유지하고, 원자로는 신속히 멈추게 된다(SCRAM, 스크램). 그리고 가스 냉각재는 체르노빌 사고와 마찬가지로 증기 폭발을 일으켜 방사성 물질이 유출될 가능성이 있다.

## 가동중인 마그녹스
현재, 영국에서 11개의 발전소에서 26개의 마그녹스가 지어졌다. 그리고 하나는 일본에, 다른 하나는 이탈리아에 수출을 하였다. 북한 영변에서는 영국 디자인을 본따서 마그녹스 원자로를 지었다.
최초의 마그녹스 발전소는 영국 셀라필드 원자력 단지 내에 있는 콜더 홀(영어: Calder Hall)이다. 이 원자력 발전소는 세계 최초의 상업용 원자력 발전소이기도 하다. 최초로 송전을 한 것은 1956년 8월 27일이고, 1956년 10월 17일 엘리자베스 2세에 의해 공식적으로 준공되었다. 콜더 홀은 첫 번째 원자로가 가동을 한 지 47년이 지난 2003년 3월 31일 문을 닫게 되었다. 그러나 재처리 시설은 2017년 말까지 가동될 예정이다.
그러나, 영국 최초의 원자력 발전소 2개(콜더 홀과 채플크로스)에서는 발전보다는 무기급 플루토늄을 만드는 데 주력하였고, 이를 위해 1년에 한번씩 연료를 장전하였다.. 1964년부터 두 발전소는 상업적인 연료 교환주기를 통해 연료를 교체하였지만, 1995년 4월 영국 정부가 무기급 플루토늄 생산을 그칠때까지 계속해서 무기급 플루토늄을 생산하였다. 보관됨 2006-02-01 - 웨이백 머신

## 마그녹스란
마그녹스는 마그네슘이 알루미늄과 여러 금속이 섞여져 있는 합금으로, 주로 산화 피막이 덮혀지지 않은 천연 우라늄의 피막재로 쓰고 있다.
Magnox는 MAGnesium Non- OX의 준말이다.
이 금속은 중성자를 덜 흡수하지만, 2가지의 단점이 있다:
- 마그녹스는 최고 사용온도에 한계가 있어서, 발전소의 열효율을 떨어뜨린다
- 마그녹스는 물에 반응하기 때문에, 장기간 보존하는 사용후 연료 보관소의 냉각 풀에서의 대처가 필요하다.

## 폐로
영국의 핵시설 폐로 공사에서는 마그녹스 원자로를 폐로하는 데 12억 6천만 파운드가 소요될 것으로 예측하였다. 이건 마그녹스를 25년에서 100년동안 더 쓸것인지에 대한 논란을 불러 일으켰다.
게다가 영국 원자력 공사의 셀라필드 원자력 단지에서는, 가동하는 마그녹스 원자로의 연료봉을 재처리하는 B205시설을 처리하는 데 31억5천만 파운드라는 비용이 들어가게 된다. 또 마그녹스의 연료를 만드는 스프링필즈 근처의 프레스턴 설비를 폐로하는데, 371억 파운드가 소요된다. 마그녹스를 폐로하는 모든 비용은 마그녹스를 돌리는 20억 파운드보다 올라가게 되고, 한곳의 원자로에 드는 비용인 평균 2억 파운드보다 더 높다.
콜더 홀은 1956년에 문을 연 최초의 상업적 원자력 발전소이고, 그리고 영국 산업 문화재의 중요한 부분을 차지하므로, 핵시설 폐로 공사측은 콜더 홀의 제 1원자로를 박물관으로 보존하였다.